# Greensburg (Kentucky)
Greensburg es una ciudad ubicada en el condado de Green en el estado estadounidense de Kentucky. En el Censo de 2010 tenía una población de 2163 habitantes y una densidad poblacional de 397,87 personas por km².

## Geografía
Greensburg se encuentra ubicada en las coordenadas 37°15′34″N 85°29′47″O / 37.25944, -85.49639. Según la Oficina del Censo de los Estados Unidos, Greensburg tiene una superficie total de 5.44 km², de la cual 5.41 km² corresponden a tierra firme y (0.57%) 0.03 km² es agua.

## Demografía
Según el censo de 2010, había 2163 personas residiendo en Greensburg. La densidad de población era de 397,87 hab./km². De los 2163 habitantes, Greensburg estaba compuesto por el 94.5% blancos, el 3.01% eran afroamericanos, el 0.51% eran amerindios, el 0.28% eran asiáticos, el 0% eran isleños del Pacífico, el 0.37% eran de otras razas y el 1.34% pertenecían a dos o más razas. Del total de la población el 0.97% eran hispanos o latinos de cualquier raza.